# Jules Dumont d'Urville
Jules Sébastien César Dumont d'Urville (Condé-sur-Noireau, 23 de maio de 1790 — Meudon, 8 de maio de 1842) foi um oficial naval e explorador francês que viajou pelo sul e oeste do Pacífico, Austrália, Nova Zelândia e Antártica.

## Biografia
Em 1812, após entrar para a Marinha francesa, Dumont aperfeiçoou seu conhecimento cultural: falava já latim e grego e aprendeu inglês, alemão, italiano, russo, chinês e hebreu. Durante suas viagens pelo Pacífico, graças a sua prodigiosa memória, aprendeu um grande número de dialetos locais. Na Marinha, também aprendeu botânica e entomologia.
Fez sua primeira viagem de navegação no Mar Mediterrâneo, em 1814. Um ano depois, se casou com Adèle Dorothée Pepin, com o qual teve quatro filhos - nenhum dos quais sobreviveu até a vida adulta. Em 1819, Dumont d'Urville partiu, com o navio Chevrette, para as Ilhas Gregas. Enquanto estava na ilha de Milo, um representante francês local falou para ele sobre a descoberta, feita por um camponês local, de uma estátua de mármore alguns dias antes. A estátua, agora conhecida como A Vênus de Milo, é uma obra-prima, feita no ano 130 AC. Dumont reconheceu seu valor e tê-la-ia adquirido imediatamente, não fosse o comandante do navio ter dito que não havia espaço dentro da embarcação para carregá-la. Dumont então escreveu para o Embaixador francês em Constantinopla para convencê-lo de comprar a estátua. Enquanto isso, o camponês já tinha vendido a Vênus para um padre, Macario Verghis, que tinha a intenção de presenteá-la para um sultão de Constantinopla. O embaixador francês chegou bem a tempo de convencer os chefes da ilha a anular a compra. Isso fez com que Dumont recebesse o título de Chevalier (Cavaleiro) da Legião de Honra e uma promoção para tenente.
Em 1822, Dumond e outro tenente, Louis Isidore Duperrey, começaram a preparar uma expedição para explorar o Pacífico, uma área na qual a França tinha sido expulsa durante as Guerras Napoleônicas.  René-Primevère Lesson, médico e naturalista, também estava na expedição. Eles voltaram para a França em março de 1825 e trouxeram uma grande coleção de animais e plantas das Ilhas Malvinas, das costas do Chile e Peru e de vários arquipélagos do Oceano Pacífico, Nova Zelândia, Nova Guiné e Austrália. Trouxeram também uma impressionante coleção de plantas e insetos desconhecidos.
Dois meses depois, Dumont apresentou ao Ministério Naval um plano para uma nova expedição pelo Pacífico, que ele esperava agora comandar. A proposta foi aceita e o navio foi rebatizado Astrolabe. Partiu de Toulon e viajou por todo o Oceano Pacífico, Austrália e Polinésia, que Dumond separou em Micronésia e melanésia. A expedição trouxe uma enorme quantidade de informações científicas. Em 1830, o navio, em uma segunda missão, chega à Antártida. Em 25 de fevereiro do mesmo ano, descobriram o polo sul magnético.
Ao voltar para a França, em 1841 e 1854, lançou livros com o relato de suas viagens, em 24 volumes. Em maio de 1842, ele e sua família morreram em um acidente de trem perto de Versalhes. A estação francesa de exploração na Antártida é chamada de Estação Dumont d'Urville. Os nomes de algumas regiões descobertas por d'Urville foram dados pelo explorador: Terra Adélia na Antártida e Ilha Pepin na Nova Zelândia derivam da esposa Adèle Pepin, enquanto Croisilles Harbour na região neozelandesa de Nelson vem de sua mãe, Jeanne Françoise Julie Victoire de Croisilles.